# Pseudonomoneura micheneri
Pseudonomoneura micheneri är en tvåvingeart som först beskrevs av James 1938.  Pseudonomoneura micheneri ingår i släktet Pseudonomoneura och familjen Mydidae.
Artens utbredningsområde är Kalifornien. Inga underarter finns listade i Catalogue of Life.